# Cereus vargasianus
Cereus vargasianus ist eine Pflanzenart in der Gattung Cereus aus der Familie der Kakteengewächse (Cactaceae). Das Artepitheton vargasianus ehrt den bolivianischen Botaniker Julio César Vargas Calderón (1907–1960).

## Beschreibung
Cereus vargasianus wächst baumförmig, ist häufig verzweigt und erreicht Wuchshöhen von 7 bis 8 Meter. Es wird ein kurzer Stamm ausgebildet. Die zylindrischen, glaukgrünen Triebe sind in bis zu 50 Zentimeter lange Segmente gegliedert. Es sind vier bis fünf zusammengedrückte, wellige Rippen vorhanden, die bis zu 5 Zentimeter hoch sind. Die darauf befindlichen grauen Areolen sind verlängert. Die neun bis zehn ausgebreiteten, kräftigen Dornen sind bräunlich. Sie lassen sich nicht immer in Mittel- und Randdornen unterscheiden. Die drei bis vier Mitteldornen sind 7 bis 15 Millimeter lang. Die Randdornen erreichen eine Länge von bis zu 1 Zentimeter.
Die weißen Blüten sind 8 bis 10 Zentimeter lang. Die bis zu 8 Zentimeter langen gelben Früchte sind ellipsoid und enthalten ein weißes Fruchtfleisch.

## Verbreitung, Systematik und Gefährdung
Cereus vargasianus ist in der peruanischen Region Cusco verbreitet.
Die Erstbeschreibung wurde 1951 von Martín Cárdenas veröffentlicht.
In der Roten Liste gefährdeter Arten der IUCN wird die Art als „Vulnerable (VU)“, d. h. als gefährdet geführt.

## Nachweise